# Mohamed Kedir
Mohamed Kedir (in amarico: ሞሐመድ ከድር; 18 settembre 1954) è un ex mezzofondista etiope, specialista delle distanze dei 5000 m e 10000 m piani, vincitore di una medaglia di bronzo olimpica.

## Biografia
Ha partecipato ai Giochi olimpici di Mosca 1980, vincendo la medaglia di bronzo nei 10000 metri. Prese parte anche alla gara dei 5000 metri.
Durante questa finale, Kedir era ancora in testa a 300 metri dalla fine, poi l'irlandese Eamonn Coghlan lo superò. Poco dopo, Kedir si diresse verso la seconda corsia per far passare il connazionale Miruts Yifter, il quale approfittò e superò Coghlan. Pochi istanti dopo essersi spostato sulla seconda corsia, Kedir cadde - apparentemente perché si scontrò con un altro corridore etiope, Yohannes Mohamed. Dopo aver perso il ritmo di corsa per la caduta, Kedir terminò la gara al 12º posto.
Kedir ha anche gareggiato nella corsa campestre, vincendo il Campionato mondiale di corsa campestre nel 1982. La sua ultima grande competizione internazionale è stata a Helsinki, in Finlandia, alla prima edizione dei Campionati mondiali di atletica leggera del 1983. In quella occasione terminò nono nei 10000 metri.

## Altre competizioni internazionali
1977
- Oro alla Stramilano ( Milano - 1h03'26"

1981
- Argento in Coppa del mondo ( Roma), 10000 m piani - 27'39"44
- Oro alla Cinque Mulini ( San Vittore Olona)

1982
- Oro alla Stramilano ( Milano) - 1h01'02"